# Bourse internationale des minéraux et fossiles de Millau
La bourse internationale des minéraux et fossiles de Millau a lieu tous les ans depuis 1973. Environ 250 exposants, professionnels et amateurs venus de divers horizons (Maroc, Espagne, France, Australie, Pakistan), se retrouvent dans le parc de la Victoire à Millau (Aveyron). C'est la 2ème bourse de France après celle de Sainte-Marie-aux-Mines dans le Haut-Rhin (Mineral & Gem).
Cette bourse a rassemblé plus de 3 300 visiteurs lors de l'édition 2019.

## Histoire et organisation
La bourse des minéraux et fossiles de Millau a lieu en juillet dans un parc qui permet d'offrir environ 3000 m2 d'exposition aux participants. Historiquement, cette bourse a été créée par le club de géologie de Millau ; l'organisation matérielle est assurée par l'association Kristalia depuis 2016. Cette même association organise la bourse aux minéraux et fossiles de Lattes (Hérault) depuis 1998.

Les 20 et 21 juillet 2019, une exposition de prestige sur les minéraux de la mine des Malines (Saint-Laurent-le-Minier, Gard) a permis de présenter au public des pièces exceptionnelles provenant de collections privées.

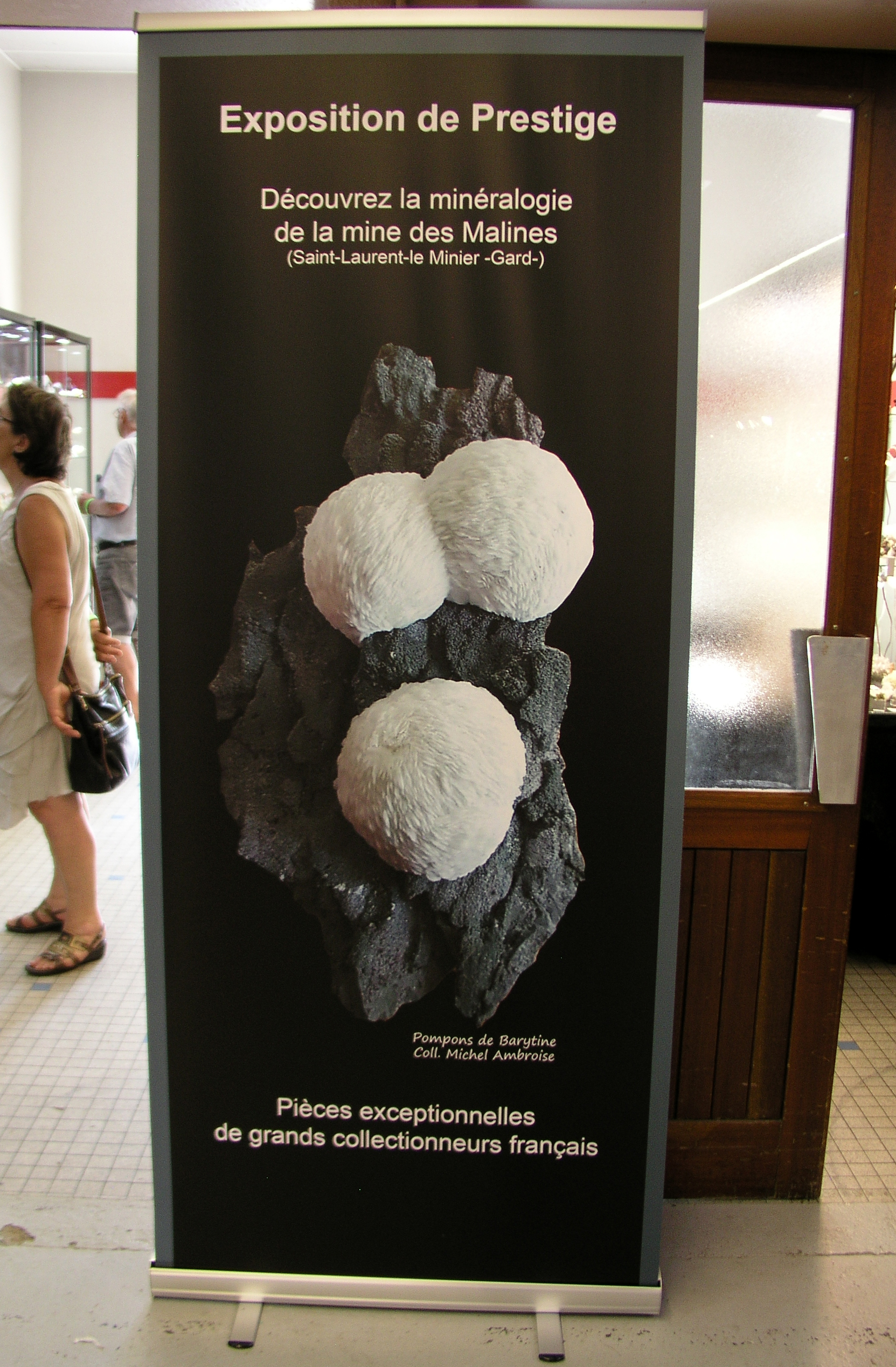
Affiche de l'exposition de prestige en 2019.
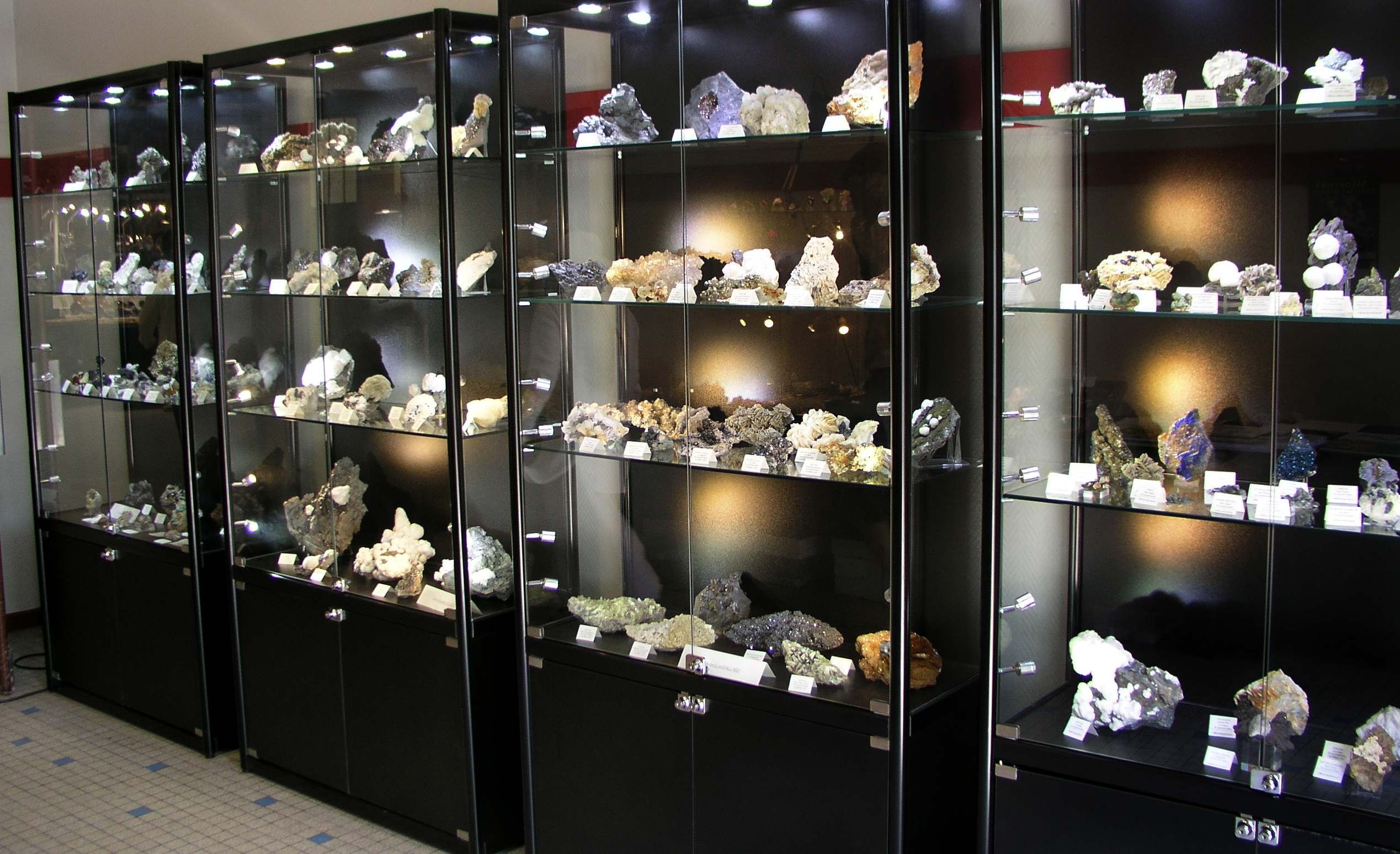
Vitrines de minéraux de la mine des Malines exposés lors de la bourse de Millau (édition 2019).
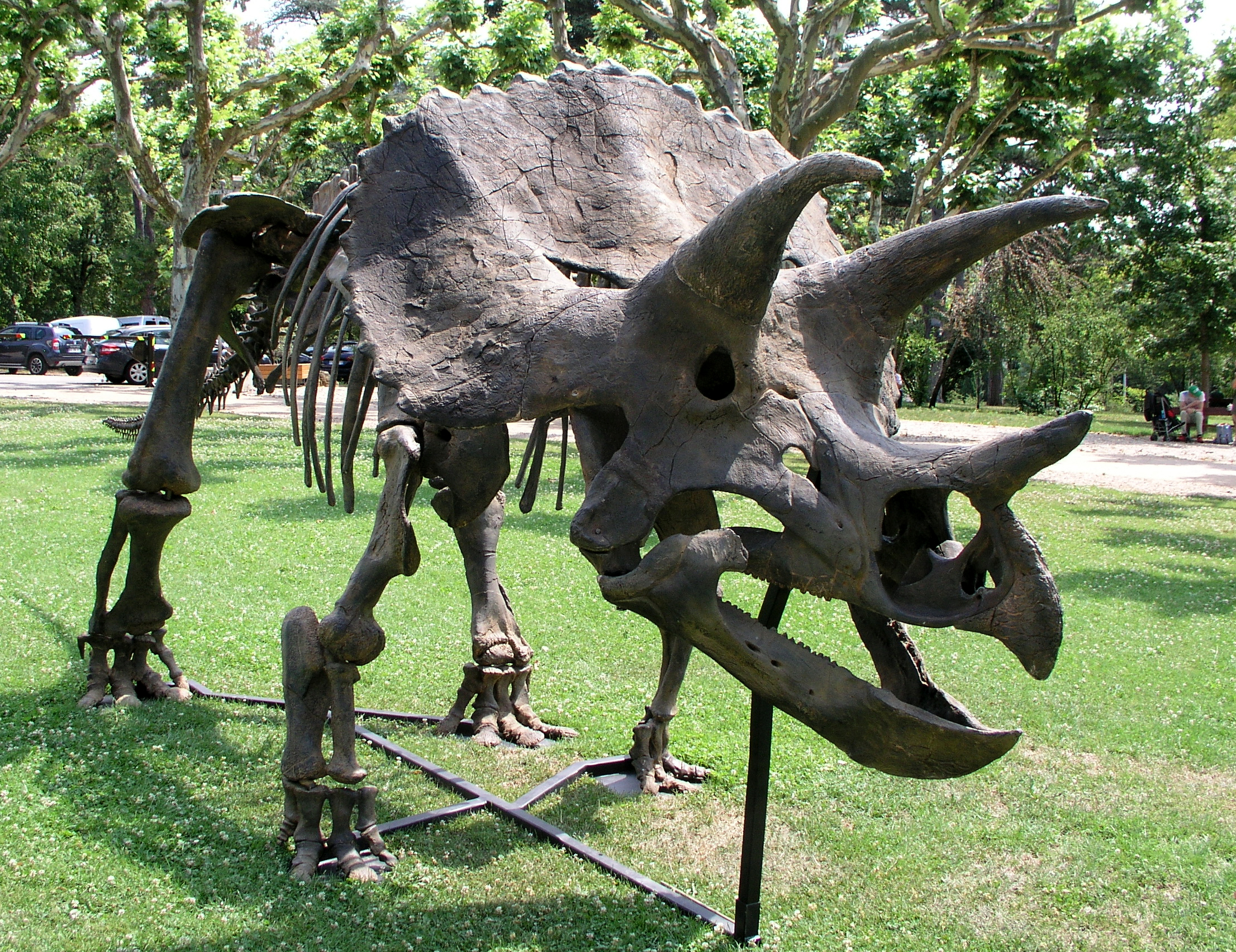
Squelette de Triceratops exposé dans le parc de la Victoire à Millau en 2019.